# Anorexia scholastica
Anorexia scholastica (altgriechisch ἀν- an- ‚ohne‘, ὄρεξις orexis ‚Verlangen‘ und lateinisch scholasticus ‚Schul-‘) ist eine von dem Psychiater und Arzt Sir James Crichton-Browne erfundene Krankheit, welche ausschließlich bei jungen Frauen und Mädchen auftritt, die an schulischer Überforderung („overpressure“) leiden. Durch geistige Überforderung würde das Nervensystem erschöpft und könne somit die inneren Organe nicht ausreichend mit Nährstoffen versorgen. Die Folgen seien Appetitlosigkeit, Gewichtsverlust, Kopfschmerzen, Schlaflosigkeit oder andauernde Erschöpfung, Epilepsie, Wahnsinn und Hysterie.

“They [teenage girls] labour under a gastric disorder now so common that it might receive a distinctive appellation, and be called anorexia scholastica, in which the lessened flow of energy from the nervous centres retards the function of all the abdominal viscera.”

Laut Crichton-Browne habe eine zu starke mentale Stimulation bei jungen Frauen weitaus fatalere Folgen als bei jungen Männern. Die Gehirne von Männern und Frauen unterschieden sich grundlegend in Gewicht, Struktur und Nährstoffversorgung und seien dadurch unterschiedlich gut gewappnet, um mit intellektueller (Über-)Anstrengung umzugehen. Schulen für Mädchen, die in ihren Zielen und Methoden solchen für Jungen glichen, führten somit unweigerlich zu schweren gesundheitlichen Risiken für Mädchen.

## Historischer Kontext
Crichton-Brownes Thesen wurden größtenteils von der Gemeinschaft männlicher Ärzte und Psychiater zu Beginn des 20. Jahrhunderts geteilt, darunter William Withers Moore, Henry Maudsley und Granville Stanley Hall. Im historischen Kontext betrachtet dienten solche erfundenen Krankheiten dazu, Frauen eine höhere Bildung zu verwehren und die patriarchale Gesellschaftsstruktur aufrecht zu halten.